# فرودگاه جیم همیلتون–ل. ب. اونز
فرودگاه جیم همیلتون–ل. ب. اونز (به انگلیسی: Jim Hamilton – L.B. Owens Airport) یک فرودگاه همگانی بهره‌برداری هوایی با کد یاتا CUB است که یک باند فرود آسفالت دارد و طول باند آن ۱۵۲۷ متر است. این فرودگاه در شهر کلمبیا، کارولینای جنوبی کشور ایالات متحده آمریکا قرار دارد و در ارتفاع ۵۹ متری از سطح دریا واقع شده‌است.